# اتحاد ائتماني

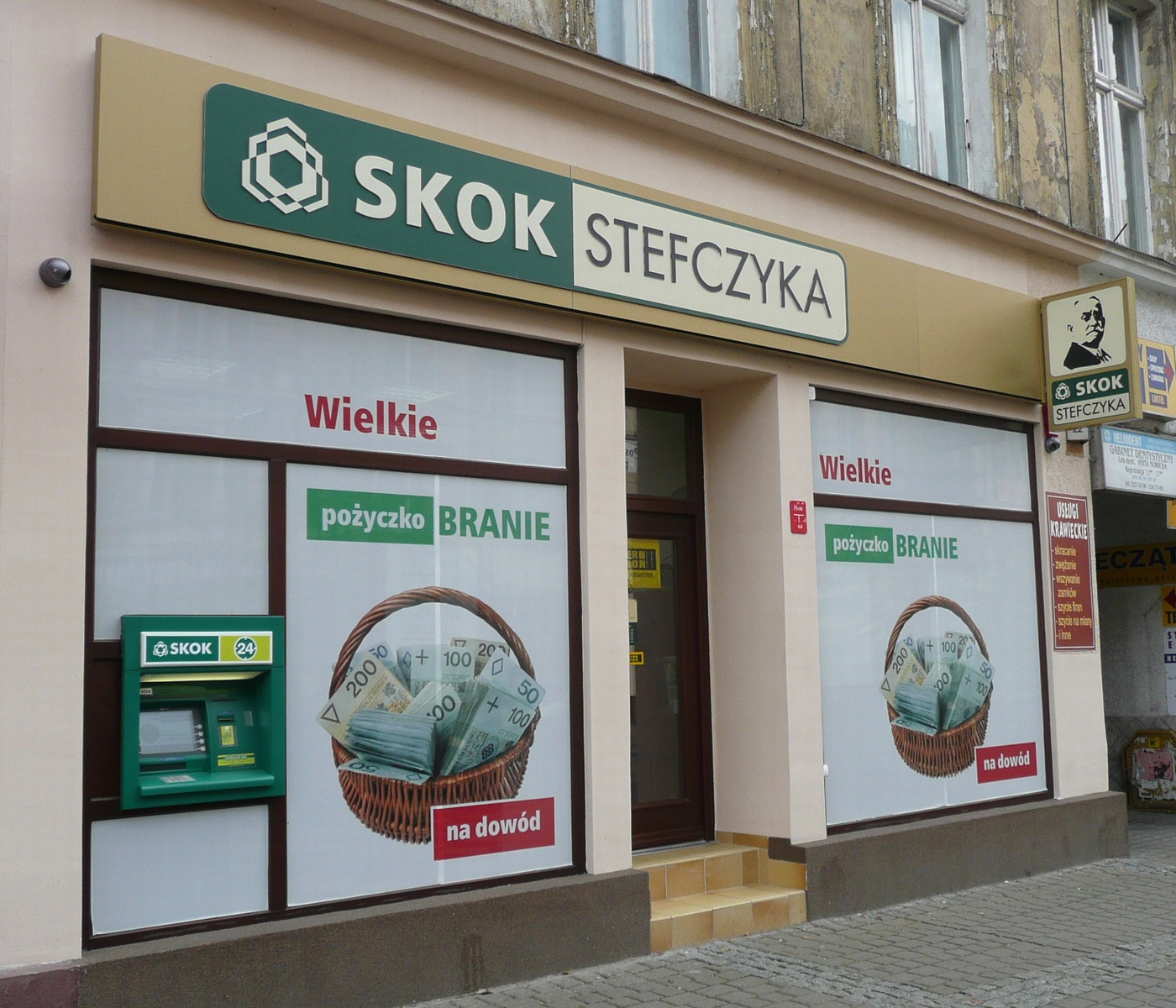

الاتحاد الائتماني أو اتحاد التسليف هو تعاونية مالية يمتلكها الأعضاء، وتُدار من قبلهم على مبدأ مساعدة الناس، ويقدم القروض بأسعار تنافسية لأعضائه بالإضافة للخدمات المالية الأخرى.
تختلف أنظمة الاتحاد الائتماني اختلافاً كبيراً بين دول العالم، من حيث إجمالي الأصول ومتوسط حجم أصول المؤسسة، والتي تتراوح بين عمليات التطوع من قبل بعض الأعضاء إلى المؤسسات التي تبلغ أصولها عدة مليارات من الدولارات الأمريكية وفيها مئات الآلاف من الأعضاء. في عام 2018 بلغ عدد الأعضاء في الاتحادات الائتمانية في جميع أنحاء العالم نحو 274 مليوناً، مع إضافة ما يقارب 40 مليون عضو منذ عام 2016.
خلال الأزمة المالية في 2007- 2008 كان معدل فشل الاتحادات الائتمانية هو خمس معدل فشل المصارف، كما تفوقت عليها بأكثر من الضعف في إقراض الشركات الصغيرة بين عامي 2008 و 2016 بمبلغ يتراوح بين 30 مليار دولار إلى 60 مليار دولار، وانخفض إجمالي الإقراض للشركات الصغيرة خلال نفس الفترة بنحو 100 مليار دولار. يثق الناس في الاتحادات الائتمانية بنسبة 60٪ مقارنة بـ 30٪ تجاه المصارف الكبرى. ومن النادر أن تعبر الشركات الصغيرة عن عدم الرضى من التعامل مع الاتحادات الائتمانية مقارنةً بالمصارف.
تقدم «الاتحادات الائتمانية للأفراد» أو «الاتحادات الائتمانية للمستهلكين» الخدمات للأفراد، وتتميز عن «الاتحادات الائتمانية للشركات» التي تقدم خدماتها للاتحادات الائتمانية الأخرى.

## الاستقرار والمخاطر
تُطالب الاتحادات الائتمانية والمصارف في معظم السلطات القضائية قانونياً بالحفاظ على متطلبات احتياطي الأصول للخصوم. إذا لم يتمكن الاتحاد الائتماني أو المصرف التقليدي من الحفاظ على التدفق النقدي الإيجابي و/ أو اضطر إلى إعلان الإفلاس، توزع أصوله على الدائنين «بما في ذلك المودعين» تبعاً للأقدمية وهذا وفقاً لقانون الإفلاس. إذا تجاوز إجمالي الودائع الأصول المتبقية بعد الدفع للمزيد من الدائنين الكبار، يفقد جميع المودعين بعض أو كل ودائعهم الأولية. ومع ذلك فإن معظم السلطات القضائية لديها تأمين على الودائع يعِد بجعل المودعين يصلون إلى أقصى مستوى للحساب القابل للتأمين. في أعقاب الأزمة المالية في 2007-2008، كانت هناك زيادة كبيرة في عدد حالات فشل المصارف ولكن لم يكن هناك عدد كبير من حالات فشل الاتحادات الائتمانية، وفي عام 2017 كان جميع المودعين في الاتحادات الائتمانية الفاشلة مشمولين بشكل كامل بالتأمين على الودائع، أما المودعون في مصرف تقليدي فاشل فلم يغطّهم التأمين على الودائع.

## الشركات
تقدم الاتحادات الائتمانية الخدمة للمستهلكين الأفراد فقط. أما الاتحادات الائتمانية للشركات «المعروفة أيضاً باسم الاتحادات الائتمانية المركزية في كندا» فتوفر الخدمة للاتحادات الائتمانية، مع الدعم العملياتي ومهام تخليص الأموال وتقديم المنتجات والخدمات.

## الرابطات والجمعيات
غالباً ما تشكل الاتحادات الائتمانية تعاونيات فيما بينها لتوفير الخدمات للأعضاء. عادةً ما تكون منظمة خدمة اتحاد الائتمان «سي يو إس أو» شركة ربحية تابعة لواحدة أو أكثر من اتحادات الائتمان المشكلة لهذا الغرض. على سبيل المثال «كو-وب للخدمات المالية»، وهي أكبر شبكة بين المصارف المملوكة للاتحادات الائتمانية في الولايات المتحدة، توفر شبكة صراف آلي وخدمات متفرعة مشتركة للاتحادات الائتمانية. كما تشمل الأمثلة الأخرى للتعاونيات بين الاتحادات الائتمانية خدمات الاستشارات الائتمانية بالإضافة إلى خدمات التأمين والاستثمار.
يمكن لرابطات الاتحاد الائتمانية التابعة للدولة أن تكون شريكة مع منظمات خارجية لتشجيع مبادرات الاتحادات الائتمانية أو العملاء. على سبيل المثال، ترعى رابطة الاتحاد الائتماني في إنديانا مبادرة تسمى «إيغنايت» لتشجيع الابتكار في مجال تشكيل الاتحادات الائتمانية مع معهد أبحاث فيلن.
الرابطة الوطنية لاتحادات الائتمان المؤمنة فدرالياً «إن إيه إف سي يو» هي جمعية تجارية وطنية لجميع الاتحادات الائتمانية الحكومية والمستأجرة فدرالياً. ومقرها خارج واشنطن العاصمة، وتتمثل مهمتها في تزويد جميع الاتحادات الائتمانية بالدعاوى الفدرالية والمساعدة في الامتثال والتعليم.
المجلس العالمي لاتحادات الائتمان «دبليو أو سي سي يو» هو جمعية تجارية لاتحادات الائتمان في جميع أنحاء العالم ووكالة تنمية. مهمته «مساعدة أعضائه والأعضاء الذين يحتمل انضمامهم بالإضافة لتوسيع وتحسين وإدماج الاتحادات الائتمانية والمؤسسات ذات الصلة كأدوات فعالة للتنمية الاقتصادية والاجتماعية لجميع الناس».
الجمعية الوطنية للاتحادات الائتمانية «سي يو إن إيه» هي جمعية تجارية وطنية لكل من الاتحادات الائتمانية المعتمدة من الولايات المتحدة والاتحاد الفدرالي الموجودة في الولايات المتحدة الأمريكية. مؤسسة اتحاد الائتمان الوطني هي الذراع الخيري الرئيسي لحركة الاتحادات الائتمانية في الولايات المتحدة وشركة تابعة للجمعية الوطنية للاتحادات الائتمانية.

## التأمين على الودائع
في الولايات المتحدة، تُستأجر النقابات الائتمانية الفدرالية من قبل الإدارة الوطنية لاتحاد الائتمان «إن سي يو إيه»، والتي تشرف أيضاً على التأمين على الودائع بنفس الطريقة التي توفر بها مؤسسة التأمين على الودائع الفدرالية «إف دي أي سي» التأمين على الودائع للمصارف. تشرف الاتحادات التنظيمية للولاية على الاتحادات الائتمانية التي تستأجرها الدولة، وقد تحصل على تأمين على الودائع ولكنها ليست ملزمة بذلك. نظراً لوجود مشكلات في فشل المصارف في الماضي لا توفر أي ولاية تأميناً على الودائع، وبالتالي يوجد مصدران رئيسيان للتأمين على الودائع هما «إن سي يو إيه» والتأمين على الأسهم الأمريكية «إيه إس أي» وهي شركة تأمين خاصة مقرها أوهايو.
معظم الاتحادات الائتمانية في كندا مدمجة ومنظمة على مستوى المقاطعات، مع تأمين على الودائع تقدمه شركة كراون في المقاطعة. على سبيل المثال، تصل قيمة التغطية تصل قيمة التغطية في أونتاريو التي تقدمها شركة تأمين الودائع إلى 250 ألف دولار.